# Mistrovství České republiky v lyžařském orientačním běhu 2013
Mistrovství České republiky v lyžařském orientačním běhu 2013 z důvodu nedostatku sněhu proběhlo pouze ve dvou individuálních disciplínách a jedné týmové.

## Mistrovství ČR na klasické trati
| Datum závodu   | 20. 1. 2013         |  | Místo konání    | Vrbno pod Pradědem • aréna |  | Pořadatel       | Sportovní klub ve Vrbně pod Pradědem |
| Ředitel závodu | Jitka Kratschmerová |  | Hlavní rozhodčí | Milan Binčík               |  | Stavitelé tratí | Richard Klech                        |
| Název mapy     | Annaberg            |  | Web závodu      |                            |  | Výsledky závodu | ORIS                                 |

Souhrnné informace naleznete v článku Mistrovství České republiky v lyžařském orientačním běhu na klasické trati.

## Mistrovství ČR ve sprintu
Zrušeno pro nedostatek sněhu.
Souhrnné informace naleznete v článku Mistrovství České republiky v lyžařském orientačním běhu ve sprintu.

## Mistrovství ČR štafet
Zrušeno pro nedostatek sněhu.
Souhrnné informace naleznete v článku Mistrovství České republiky v lyžařském orientačním běhu štafet.

## Mistrovství ČR na krátké trati
| Datum závodu   | 23.02.2013  |  | Místo konání    | Vlachovice • aréna |  | Pořadatel       | KOS TJ Tesla Brno+ OSN |
| Ředitel závodu | Jiří Hruška |  | Hlavní rozhodčí | Zbyněk Pospíšek    |  | Stavitelé tratí | Petr Mareček           |
| Název mapy     | Černá skála |  | Web závodu      |                    |  | Výsledky závodu | ORIS                   |

Souhrnné informace naleznete v článku Mistrovství České republiky v lyžařském orientačním běhu na krátké trati.

## Mistrovství ČR dvoučlenných družstev
| Datum závodu   | 23.02.2013                   |  | Místo konání    | Vlachovice • aréna |  | Pořadatel       | KOS TJ Tesla Brno+ OSN       |
| Ředitel závodu | Jiří Hruška                  |  | Hlavní rozhodčí | Petr Mareček       |  | Stavitelé tratí | Petr Mareček, Michal Voráček |
| Název mapy     | Bílá skála[nedostupný zdroj] |  | Web závodu      |                    |  | Výsledky závodu | ORIS                         |

Souhrnné informace naleznete v článku Mistrovství České republiky v lyžařském orientačním běhu dvoučlenných družstev.